# Krenglbach
Krenglbach är en ort och kommun i Österrike. Den ligger i distriktet Wels-Land i förbundslandet Oberösterreich,  180 kilometer väster om huvudstaden Wien. 
Kommunen består av 22 orter (Ortschaften) (inom parentes invånarantal 1 januari 2024):

- Achleiten (3)
- Alkrucken (105)
- Au (17)
- Elmischhub (26)
- Forst (294)
- Geigen (34)
- Gfereth (302)
- Gölding (222)
- Haiding (245)
- Holzhäuser (25)
- Hungerberg (9)
- Kalteneck (225)
- Katzbach (432)
- Krenglbach (625)
- Nadernberg (59)
- Oberham (45)
- Radgattern (24)
- Schmiding (207)
- Unrading (44)
- Wieshof (237)
- Wundersberg (59)
- Öhlgraben (15)